# Tak długa nieobecność
Tak długa nieobecność (fr. Une aussi longue absence) – francusko-włoski dramat filmowy z 1961 roku w reżyserii Henriego Colpiego.
Kameralny film, który odwoływał się do wciąż bolesnych wojennych traum, zdobył Złotą Palmę na 14. MFF w Cannes ex aequo z wywrotową hiszpańską Viridianą Luisa Buñuela. Obraz wyróżniono również Nagrodą im. Louisa Delluca oraz dwiema nominacjami do nagród BAFTA.

## Fabuła
Historia właścicielki kawiarni, Thérèse Langlois, której ukochany mąż zaginął bez śladu 16 lat temu w czasie II wojny światowej. Niespodziewanie kobieta rozpoznaje go w nowoprzybyłym do miasteczka kloszardzie. Włóczęga cierpi jednakże na amnezję, w związku z czym Thérèse stara się mu pomóc przywrócić dawne wspomnienia.

## Obsada
- Alida Valli – Thérèse Langlois
- Georges Wilson – włóczęga
- Charles Blavette – Fernand
- Amédée – Marcel Langlois
- Paul Faivre – emeryt
- Pierre Parel – kierownik
- Catherine Fonteney – Alice
- Diane Lepvrier – Martine
- Nane German – Simone
- Georges Bellec – młodzieniec
- Charles Bouillaud – Favier
- Corrado Guarducci – robotnik
- Clément Harari – mężczyzna przy szafie grającej
- Jean Luisi – robotnik
- Pierre Mirat – aptekarz[4]

## Produkcja
Zdjęcia kręcono w Puteaux i Courbevoie w departamencie Hauts-de-Seine.